# Pedro Serafín
Pedro Serafín, también como Pedro Seraphin y Pere Serafí (c. 1505/1510 - Barcelona, 1567) fue un poeta en lengua catalana y pintor español del Renacimiento. Se desconoce el lugar de nacimiento aunque para sus contemporáneos era conocido como el Griego Serafin, el Griego o lo Grech («el Griego»; no confundir con el Greco), por lo que se cree que provenía de Chipre.

## Biografía
Serafín se aproximaba a la figura de hombre del Renacimiento que dominaba diversas artes: era pintor, escritor y también tocaba un instrumento, lira, pero no se le puede considerar un músico con propiedad. Su primera ocupación era la literatura después de la pintura. En su aspecto de pintor se pueden destacar los retablos de Arenys de Munt (1543) y de San Román de Lloret de Mar (1548) y las puertas de los órganos de las catedrales de Barcelona y Tarragona (1563). Esta faceta creativa entronca con el Renacimiento y el concepto de «hombre nuevo» que mencionan Leonardo da Vinci y Miguel Ángel.
A Serafín le fue bien, relacionándose con la aristocracia, y pudo vivir del arte gracias a la protección de Jeroni Galceran Serapi de Sorribes, al que alabaría en el prólogo de su libro De poesia vulgar en lengua Catalana, donde también le dedica un soneto. Desgraciadamente enfermó, se empobreció y falleció en 1567: su entierro está documentado el 5 de enero de 1567 en la iglesia de la Mercé.

## Obra literaria
Por lo que hace a su obra literaria, existe toda una colección de poemas. En 1560 colaboró con un soneto en la edición de la obra de Ausiàs March y cinco años más tarde publicó en catalán Dos llibres, un conjunto de 170 poemas distribuido en dos partes, una profana y otra espiritual. El hecho de que enfermase impidió la edición de su obra en castellano, que habría incluido una «ars poetica» dedicada al rey.
En sus obras utilizó formas poéticas propias del Renacimiento. Fue autor de sonetos, madrigales, octavas rimadas, epístolas, emblemas (comentarios de dibujos), canciones y poemas. Es un poeta que trata el sufrimiento amoroso en la línea petrarquista. De hecho, el soneto 34 (que justifica el título del libro de poemas) de su antología de «poemas catalanes» hace una valoración renacentista de los grandes poetas de la antigüedad, al lado de otros en lengua vulgar. Entre los primeros menciona a Homero, Virgilio y Ovidio. Por lo que se refiere a los segundos, menciona a Petrarca, Dante y Ausiàs March.
Los románticos catalanes de la Renaixença lo apreciaron. El compositor Pere Albert Vila le puso música al poema Cançó d'un desesperat d'amor [Canción de un desesperado amor].

## Obra artística
| obra | fecha     | título                | técnica, medidas y notas | lugar                                                  |
| --- | --------- | --------------------- | --- | ------------------------------------------------------ |
| Tabla del retablo de Arenys                                                                                   | 1543-1546 | Retablo de San Martín | Temple sobre madera El retablo tenía veintiún compartimentos: once están en la iglesia, reinstalados en un nuevo retablo, después de la que sufrida en 1936 durante la guerra civil española; ocho se encuentran en el MNAC, en depósito, y dos se han perdido. Arquitectura de Joan de Tours; dorados de Jaume Fontanet | Iglesia de San Martín de Arenys de Munt MNAC Barcelona |
| | 1544      | Puertas del órgano    | desaparecidas | Catedral de Vich Vich                                  |
| | 1545-1549 | Retablo de San Román  | Temple sobre madera Nueve compartimientos, desmontados; dorados de Jaume Fontanet | Iglesia de San Román Lloret de Mar                     |
| Exterior de una de las puertas pequeñas del órgano · Interior de una de las puertas grandes, con la Nativitad | 1563      | Puertas del órgano    | Óleo sobre tela | Catedral de Barcelona. Museo de la Catedral Barcelona  |
| | 1563      | Puertas del órgano    | Óleo sobre tela Contratadas junto con Pietro Paolo de Montalbergo Abiertas representan la Anunciación en color; cerradas, la Adoración de los pastores y la Resurrección, en grises | Catedral de Tarragona Tarragona                        |